# Otto A. Müller Schiffahrt
Die am 1. November 1889 gegründete Otto A. Müller GmbH (Abkürzung OAM) stellte zum Jahresende 2016 den Schifffahrtsbetrieb ein. Gegründet wurde das Hamburger Traditionsunternehmen von Otto Alfred Müller, einem Unternehmer, der zunächst Kohle an Hamburger Haushalte lieferte, die er später aus England importierte.

## Gründung und Unternehmensführung
Am 1. November 1889 gründete der damals 31-jährige Otto Alfred Müller (OAM) mit einem Darlehen neben einem vererbten Vermögen eine Kleinfirma für den Import von englischer Kohle nach Deutschland. Otto Alfred Müller blieb bis zu seinem Tod im Jahre 1929 Geschäftsführer des Unternehmens, der jüngste Sohn von dreizehn Kindern eines sächsischen Gerbers wurde von seinen Mitarbeitern als typisches Mitglied der Gründergeneration beschrieben: sparsam und präzise, stets auf seine Rechte beharrend, aber gleichzeitig großzügig und wohltätig. Bis zum Ausbruch des Ersten Weltkriegs bestand das Personal von OAM aus sieben Personen: den Buchhaltern Muus und Niehus, dem Kaufmann Schwede, dem Boten Diedrich, dem Sekretär Sauerland, dem Bürovorsteher Sauerland und Otto A. Müller als Eigentümer. In Folge des gespaltenen Verhältnisses zwischen Vater und Sohn wurde erst nach seinem Tod im Jahre 1929 Otto Franz Jacob Ottmüller Geschäftsführer der OAM. Er war seit 1920 stiller Teilhaber. Gleichzeitig trat Friedrich Sauerland als persönlich haftender assoziierter Partner mit einem Anteil von 33 Prozent in die Unternehmensführung.
Nach dem Ende des Zweiten Weltkriegs trat Otto A. Ottmüller, ältester Sohn von Otto Franz Jacob Ottmüller, als persönlich haftender Gesellschafter in das Unternehmen ein. Friedrich Sauerland starb im Juli 1952 und Gert Ottmüller wurde im August 1952 zum weiteren Geschäftsführer bestellt und ab dem folgenden Jahr persönlich haftender Gesellschafter. Am 30. April 1946 wurde OAM von der britischen Militärregierung unter Aufsicht von Captain Abott gestellt, und Herr Taurek von der Schiffahrts- und Kohlenhandelsgesellschaft wurde zum Treuhänder ernannt.
Im Jahre 1960 starb Otto F. J. Ottmüller. OAM wurde in eine KG umgewandelt. Neben Otto A. Ottmüller und Gert Ottmüller als persönlich haftende Gesellschafter trat Rolf Ottmüller als Kommanditist in das Unternehmen ein. Der Jurist Ewald Giebelmann trat als weiterer Geschäftsführer und Anteilseigner in das Unternehmen ein. Ernst Schöpf als Kaufmann sowie Kurt E. Gehrts, dessen Vater seit 1929 die Altona-Anlage leitete, übernahm die Leitung der Versandabteilung, während Peter Schröder der Charterabteilung vorstand und Klaus Bäätjer zum Leiter der Handelsabteilung berufen wurde. Am 1. März 1981 wurde die Otto A. Müller durch Umwandlung in die damalige GfKK in eine GmbH umgewandelt deren Gesellschafter die Brüder Otto, Gert und Rolf Ottmüller sowie Giebelmann wurden, ersterer und letzterer als Geschäftsführer. Gesamtprokura erhielten die Abteilungsleiter Kurt Gehrts jr. (Reederei), Klaus Bäätcher (Baustoffhandel), Hein Baumgarten (Rechnungswesen), Martin Plog (Buchhaltung), Ernst-Holger Schween (Befrachtung), Klaus Langhans (Personal), Jochen Bayer (Spotbefrachtung), Hermann Rautert (Kontraktbefrachtung) und Lothar Adolf Schneider (Baustoff Vertrieb).
Am 1. März 1988 starben Otto A. Ottmüller und seine Frau Ortrud bei einem Flugzeugabsturz in Johannesburg, Südafrika. Ihr Sohn Kai-Peter Ottmüller, der seit Ende seines Studiums im Unternehmen tätig war, erbte seinen Gesellschaftsanteil und trat als Mehrheitsgesellschafter seine Nachfolge als Geschäftsführer an. Bereits am 30. März 1988 starb Ewald Giebelmann, Hans Werner Oberlack, der einen Teil-Gesellschaftsanteil von Rolf Ottmüller übernommen hatte, wurde zum weiteren Geschäftsführer bestellt und wenige Monate später wurde Ulrich Kranzusch, ehemaliger Mitarbeiter von OAM, bis zum Jahre 1993 Geschäftsführer. 1994 wurde ein Jointventure mit gleichberechtigter Beteiligung von OAM und Heinrich Hanno & Co. BV (Rotterdam) mit Ausgründung der der Schifffahrt in die Firmen OAM – Hanno Shipping GmbH in Hamburg und Hanno OAM Shipping vof in Rotterdam abgeschlossen, das jedoch bereits 1997 wieder aufgelöst wurde. Im gleichen Jahre schließt sich die von Hermann Rautert geführte Delphin Schiffahrt durch wechselseitige Beteiligung mit OAM zusammen zur Otto A. Müller Schiffahrt GmbH und der Delphin Schiffahrt GmbH. Beide Unternehmen agieren fortan erfolgreich und völlig unabhängig voneinander im Bürohaus Hamburg, Domstraße 11, mit unterschiedlichen Hauptgesellschaftern und Interessen. OAM verfolgt das kommerzielle Schiffsmanagement und Delphin das operative Maklergeschäft, damit wurden von vornherein etwaige Konflikte vermieden.

## Der Kohletransporthandel
In den Gründungsjahren wurde die Kohle mit angemieteten Frachtern über King’s Lynn, später über Immingham und Leith, zum Hamburger Hafen transportiert, hier in eigene Schiffe umgeladen und durch die Alsterkanäle zu den Kohlehändlern und Endverbrauchern befördert. In jenen Tagen war Kohle sehr gefragt, sie wurde zum Heizen von Häusern und Öfen und in der Verfeuerung von Lokomotiven und Maschinen verwendet. Der florierende Handel gestattete OAM im Jahre 1908 den Bau des ersten eigenen Schiffes, die Gretchen Müller. Sie wurde bei einer Rostocker Werft in Auftrag zu geben. 1917 verkaufte OAM seinen Lagerbestand an Raab Karcher, einer Filiale der Thyssen-Gruppe, die mit der Ruhrkohle handelte, nachdem durch die Britische Seeblockade in der Nordsee die englische Kohleversorgung eingestellt war.
Die Gretchen Müller kam unbeschadet durch die Kriegstage und konnte 1921 den Kohletransport zwischen England und Deutschland wiederaufnehmen. Im Jahre 1923 begründet OAM das Hauptbüro in Hamburg, Speersort 17, das nun Bolsoverhaus  (nach der englischen Bolsover Zeche) genannt wurde. Bedingt durch den Streik britischer Bergleute im Jahr 1926 beteiligte sich OAM über neun Monate lang an der Lieferung von Kohle von Deutschland nach England, zog sich aber rechtzeitig vor dem Ende des Streiks zurück und vermied so, im Gegensatz zu einigen Konkurrenzunternehmen, erhebliche Verluste. Im Jahr 1930 kaufte OAM ein Versorgungsschiff der Marine mit einer Tragfähigkeit von 2.300 tdw, das in Else Müller umbenannt wurde. Mit einer Höchstgeschwindigkeit von 12 Knoten war sie damals einer der schnellsten Frachtschiffe, die innerhalb von zwei Wochen drei Fahrten von Immingham nach Hamburg durchführen konnte. Mit 72 Fahrten im Jahr hielt sie bis heute das blaue Band der Hamburger Steinkohlenschifffahrt.
Gemäß den vertraglichen Vereinbarungen mit Raab Karcher war es OAM nicht gestattet, zehn Jahre lang ein eigenes Kohlelager zu haben, erst 1928 konnte OAM die Hafenanlage der Firma O. Vidal an der Großen Elbstraße in Hamburg ankaufen. Mit erheblichen technischen Verbesserungen in der Siebanlage und Verlademöglichkeiten für LKWs erreichte OAM die Spitzenposition des Kohlensieb- und -verteilstandorts Hamburg. Während der ersten Tagesschicht verluden die OAM-Mitarbeiter 1200 t Kohle in LKWs, in der zweiten Tagesschicht wurden weitere 1000 t für den industriellen Einsatz in Kähne umgeladen. Dies ermöglichte den Schiffen, die früh am Morgen ankamen, bereits um Mitternacht die Rückfahrt nach Immingham. Ein Teil der Kohle, die sogenannten Bolsover Nuts, wurde von OAM mit fünf Kaelble-Lastwagen, unter dem Einsatz von mehr als zwanzig Anhängern mit Ladungen von je fünf bis sieben Tonnen, nach Marne (Holstein) und Itzehoe ausgeliefert. Im Jahre 1936 übernahm OAM das Kohlehandlungsunternehmen C. Carstens mit den Anlagen am Mittelweg und 1937 O. Vidal mit Räumlichkeiten in der Sierichstraße direkt am Kanal. 1938 verkaufte F. E. Rosenberg sein Unternehmen und seine Räumlichkeiten an der Gertigstraße an OAM. Nach dem 1. September 1939 kamen die Kohleimporte aus England zum Stillstand. Die Transportkapazitäten von Kohle aus Oberschlesien, Braunkohle aus Mitteldeutschland sowie Sand für den Bau von Bunkern verschlechterten sich bald auf die Hälfte ihres früheren Volumens.
Die Nachkriegsjahre mit dem raschen Wiederaufbau der zerstörten deutschen Volkswirtschaft und Kohle als einem der wesentlichen Energieträger prägten die positiven Entwicklungen von OAM. Erst in den späten 1950er Jahren wandelte sich die Entwicklung des Energiemarktes, es war absehbar, dass nur importierte Kohle im einsetzenden Erdöl-Boom konkurrieren könne. Die Betreiber der meisten deutschen Industrieanlagen wandten sich von der heimischen Kohle hin zum Heizöl ab. Diese Prognosen bestätigten sich auch bei der Hamburger Fischereiflotte, die seit 1950 jährlich mit 60.000 t Kohle versorgt wurde, der OAM-Betrieb Altona wurde 1964 geschlossen. OAM importierte weiterhin, unter den Beschränkungen der Dekrete von 1957, vor allem für die Hamburger Elektrizitätswerke und die Nordwestdeutschen Kraftwerke Kohle aus England.
Die Ölkrise Anfang der 1970er Jahre brachte der Kohle eine Renaissance, 1976 kaufte OAM das erste Los von ca. 23.000 t Kohle bei der Cape Breton Development Corporation (DEVCO) in Sydney/Ostkanada für die Hamburger Elektrizitätswerke in Wedel. Neben DEVCO als Hauptlieferant belebte OAM alte Verbindungen zum britischen National Coal Board, um mit britischer Kohle die Lieferungen an Zementfabriken in Deutschland und der Schweiz zu sichern. Auf der Suche nach anderen außereuropäischen Lieferanten flog Otto Ottmüller 1986 nach Kolumbien, wegen sinkender Preise auf dem Weltmarkt konnte die kolumbianische Kohle nicht konkurrieren. Anfang der 90er Jahre führten ehrgeizige Träume einer schnellen Expansion zu Investitionen in Kohlelager (Global Fuels Ltd.) im britischen Sunderland (UK) und später in Immingham. Gleichzeitig wurden neue Geschäfte mit Südafrika und Venezuela eingeleitet. Nach den unternehmensbedrohenden Verlusten durch die Lagergeschäfte in England und die Verluste in Venezuela und Südafrika wurde der Kohlehandel 1995 in die „OAM Coal Trade“ ausgegründet. Die Öffnung des Ostens gewährte OAM neue Möglichkeiten mit Handelsbeziehungen zu Kohleminen im russischen Workuta und Kasachstan, während die traditionelle Versorgung aus Kanada zunehmend versiegte und schließlich die Zeche ganz geschlossen wurde. Die fortschreitende zentralistische Kontrolle bei den russischen Kohleminen erschwerten zunehmend den freien Handel und auch ein weiterer Versuch mit Südafrikanischer Kohle sowie eine Lieferung aus Indonesien brachten dafür keinen nachhaltigen Ersatz. Die zunehmende internationale Vernetzung des Handels und die Dominanz großer Handelskonzerne in einem schrumpfenden Markt und stark gedrückten Margen bei steigenden Risiken führte letztlich aber zur Aufgabe dieses Geschäftszweiges.

## Weitere Unternehmungen von OAM

### Heizsysteme / Klimaanlage
1960 übernahm OAM die insolvente Heizungsbaufirma Stamer, die Kohle Unterschubfeuerungen entwickelt und gebaut hatte. Arnold Polenz stieg in die Restmasse ein und entwickelte unter Teilhabe der OAM den Klimagerätebau der Arnold Polenz GmbH der sich zu einem der führenden Unternehmen in diesem Bereich entwickelte.
Ab 1962 experimentierte OAM mit Zentrifugen zur Trocknung von Torf als Ersatzbrennstoff.

### Zement & Saudi-Arabien
Ab 1975 engagierte sich OAM über die Tochtergesellschaft COMCO  und dem Zementimporteur Abdallah Baroom aus Dschidda in Saudi-Arabien für einen Ausbau der maroden Hafenanlagen. COMCO lieferte für 10 Millionen DM Kähne, Kräne, Generatoren und andere Geräte nach Dschidda, aber aufgrund der Unerfahrenheit mit den lokalen Gegebenheiten und der mangelnden Zusammenarbeit von Baroom endete im Jahr 1977 dieses Joint-Venture mit einem großen Verlust. In einem zweiten Anlauf wurde in einer Kooperation mit Esam Gazzali ein Projekt für den Zementimport in Gizan angeschoben. Der saudische Partner, der den Bau der Häuser an einen Freund aus dem Libanon vergeben hatte, war jedoch so unzuverlässig, dass die eingeflogenen pakistanischen Arbeitskräfte in Zelten hausen und ihr Brot in selbstgebauten Öfen backen mussten während die angelieferte Küchenausrüstung in Containern danebenstand. Da OAM diesmal nicht in Vorleistung getreten war, kam das Unternehmen aber mit einem „blauen Auge“ davon.

### Baumaterialien
Ab dem Jahre 1964 konzentrierte sich OAM auf den Import von feinem Kies aus Steinbrüchen in England. Die Einführung von Spannbeton und die Veränderung der Betonproduktion führten zu einer höheren Nachfrage auf dem Kiesmarkt, die von den Kiesgruben Schleswig-Holsteins nicht gedeckt werden konnten. Weiterhin wurde über einen Zeitraum von zehn Jahren Ostseekies vom dänischen Grund. Gemeinsam mit den Zementfabriken Saturn und Alsen kaufte OAM die Hanse-Kieswerke. Mit dem Bagger Hanseat IIII wurden 350.000 t Kies aus dem Gjedser Riff gefördert, in Lübeck-Schlutup raffiniert und mit eigenen oder gecharterten Schiffen an die Produktionsbetriebe im Hamburger Raum geliefert. In der Nähe von Güster (Lauenburg) wurden 800.000 t Sand und Kies pro Jahr veredelt und durch den Elbe-Lübeck-Kanal an die Endnutzer in Hamburg ausgeliefert. Die große Nachfrage auf hochwertige Baustoffe konnte in Zusammenarbeit mit dänischen und britischen Reedern gedeckt werden, etliche Gebäude mit hohem technischem Standard in Norddeutschland wurden mit OAM-Kies realisiert, z. B. die Bauwerke am Elbe-Seitenkanal, die Köhlbrandbrücke, den Elbtunnel, das Kernkraftwerk Krümmel sowie fast jeden Neubau der norddeutschen Autobahnen. 1980 wurde die Abfertigungsstätte an der Großen Elbstraße stillgelegt, eine 25.000 m² große Lagerfläche auf der Ostseite des Sandauhafens konnte nach Abschluss einer Vereinbarung mit Hansaport weitergeführt werden.

### Recycling-Aktivitäten
Die Entwicklung auf dem Recycling-Markt erforderte eine Restrukturierung der Handelsabteilung der OAM. 1980 wurde die OAM Handel und Umschlag GmbH für den Handel mit Baustoffen und die ETH Entsorgung Transport und Handel für die Recycling-Aktivitäten gegründet. 1986 zogen beide Betriebe in ein ehemaliges Betonwerk in Peute im Hamburger Stadtteil Veddel um. Mit den dort bereits vorhandenen technischen Anlagen konnte Flugasche aus Kraftwerken verarbeitet, Schlämme verfestigt und neue Recycling-Produkte entwickelt werden. Anfang der 90er Jahre trennte sich die Otto A. Müller GmbH von den Verbleibenden Anteilen sowohl der Baustoff als auch der Recycling Gesellschaft um die Löcher aus den missglückten Kohlehandelsgeschäften zu stopfen.
Jens Ottmüller, der zunächst bei der ETH im Finanzwesen gearbeitet hatte, trat im November 2000 dem OAM-Team bei und startete ab November 2000 die neu gegründete Otto A. Müller Recycling GmbH mit Fokus auf der steigenden Nachfrage nach Biokraftstoffen mit einem komplexen Beschaffungs-, Handels- und Transportbedarf.

## Die Schiffe der OAM
Mit den Gewinnen aus dem erfolgreichen Kohlehandel, mit angemieteten Frachtschiffen der ersten Jahre und einer steigenden Nachfrage nach Bolsover-Kohle (benannt nach der Mine) konnte im Jahr 1908 in Rostock der Bau der Gretchen Müller mit einer Ladekapazität von 1.700 Tonnen in Auftrag gegeben werden. Beim Ausbruch des Ersten Weltkriegs 1914 befand sich das Schiff zum Kohletransport in englischen Gewässern, konnte aber aufgrund der Fähigkeiten des Kapitäns sicher nach Deutschland zurückkehren. Die englische Regierung hatte zwei Zerstörer entsandt, um das Schiff zu beschlagnahmen. Dieser Versuch scheiterte, da der Kapitän nordwärts entlang der englischen Küste kreuzte, um die Nordsee weiter im Norden zu überqueren, anstatt den direkten Weg nach Hamburg zu nehmen. Nachdem das Schiff den Ersten Weltkrieg unbeschadet überstanden hatte, konnten 1921 die Fahrten zwischen England und Deutschland wieder aufgenommen werden.
Im Jahre 1934 erlaubten der Verfall des Pfund Sterling bei weiterhin stabilen Preisen für Kohle, sowie staatlichen Subventionen, bei der Flensburger Schiffbau-Gesellschaft den Bau der Otto Alfred Müller und der Maria S. Müller, beide 2500 tdw, in Auftrag zu geben. Im Jahre 1937 verkaufte OAM die Gretchen Müller und kaufte zur Geldsicherung Anteile der Trawler Otto N. Andersen, Neptun und Dr. Eichelbaum. Ein weiteres Frachtschiff mit einer Tragfähigkeit von 3500 tdw wurde von OAM im Jahr 1938 bestellt, aber aufgrund des Ausbruchs des Zweiten Weltkriegs nicht gebaut. Die Maria S. Müller lief 1942 auf eine Mine und versank bei Hoek van Holland, die Otto Alfred Müller verbrannte 1944 bei Stettin und die zu Kriegsschiffen eingesetzten Trawler gingen verloren. Die Else Müller überlebte den Krieg trotz wiederholter Schäden, die es bei Norwegen im Herbst 1945 erlitten hatte.
Die Versicherungsleistungen für den versunkenen Trawler Dr. Eichelbaum ermöglichen es OAM, ein neues Schiff zu bestellen. Ein bereits 1944 erbaute Rumpf wurde im Jahre 1946 von den Militärbehörden 1946 im Schilf der Weser aufgefunden und von der Deutschen Werft als Trawler FD Thetis fertiggestellt und erfolgreich in der Tiefseefischerei eingesetzt, bis die Niederländer ihre Entschädigungsansprüche im Jahr 1948 geltend machten. Unter militärischem Druck durch die Entsendung eines Zerstörers erzwangen die Holländer die Herausgabe des Schiffes. Daraufhin charterte OAM das USS Delaware und kaufte den Dampfschlepper Kapitän Schröder. Bis zur Währungsreform im Jahr 1948 wurden Trümmer transportiert, Schutt gebrochen und Brennholz für Heizzwecke verkauft, danach konnten alte Kunden mit Kohle und Braunkohlenbriketts beliefert werden. Von 1958 bis 1963 unterhielt OAM fünf Zeitcharter-Schiffe mit je 700 tdw, die für den Transport von Kohle und Düngemitteln eingesetzt werden. Gleichzeitig wurde die OAM-eigene Flotte, d. h. drei Schiffe je 1400 tdw, durch die 1960 gebaute Birgit Müller, 815 tdw, und 1962 mit der Rethi Müller, 1550 tdw, erweitert. 1964 wurden die Ortrud Müller, 1965 die Gretchen Müller und die Else Müller aufgrund hoher Instandhaltungskosten verkauft. 1968 wurden bei einer Budapester Werft die Basalt, Diabas, mit jeweils 1.950 tdw, Diorit, Gabro, Granit und Dolomit, mit Tragfähigkeit von 2.200 bis 2.500 tdw, gekauft.
Ende der 1970er Jahre gründete OAM zusammen mit den Reedereien Bulkship S.A. Fribourg und Bulkship (Nederland) B.V. Haaren und fünf weiteren Schiffseignern mit insgesamt 32 Schiffen, in der Hoffnung, dass sich weitere niederländische Gesellschaften anschließen werden, ein Konsortium. Der Verlust von acht Schiffen nach dem Ausstieg von Turnbull Scott im Jahre 1979 wurde durch den Einstieg von spanischen Reedern mit neun Schiffen ausgeglichen, sodass die Gruppe im Jahre 1986 insgesamt dreißig Schiffe unterhielt. In einer Phase des Zusammenbruchs des maritimen Frachtverkehrs in den Jahren 1986/1987, der nach einem von Steuervorteilen und hohen Gewinnerwartungen geprägten Boom einsetzte, mussten europaweit über 500 Schiffe, teils mit erheblichen Verlusten, aufgelegt werden, jedoch war keines der Schiffe des Konsortiums betroffen. Nach dem Konkurs der holländischen Reederei Sylvia Cargo in den frühen 1980er Jahren übernahm OAM zwei der sechs Schiffe, die sie in Silke und Elise unbenannte. In dem bereits in den 70er Jahren gegründeten OAM Minibulker Pool, der 3 Jahrzehnte Bestand hatte, fuhren zeitweise mehr als 30 kleine Bulker von deutschen, holländischen, englischen norwegischen und spanischen Reedereien. Er endete erst in den 1990er Jahren mit der Trennung von OAM und Hanno.
Nach einer Enthaltung von fast 20 Jahren fasste die OAM erst Ende der 80er Jahre wieder Vertrauen in den Bau neuer Schiffe und realisierte zusammen mit den holländischen Partnern Sandfirden und Hanno den Bau von 6 Einheiten mit 4000 t Tragfähigkeit die Anfang der 90er Jahre geliefert wurden. Von 2002 bis 2016 war die Otto A. Müller Schiffahrt GmbH für den Einsatz einer Flotte von 10–18 Minibulkern verantwortlich, darunter das 1992 von der Kormano-Werft gebaute Motorschiff Priwall mit 3.700 dwt, und ab 1998 die beiden Schwesterschiffe Eva Maria Müller und Monika Müller.

## Flotte der Otto A. Müller Schiffahrt GmbH in der Abwicklung
| Schiff           | Baujahr | IMO     | Werft                                                  | Tonnen | Länge / Breite / Tiefgang  | Neuer Eigentümer                                                                    |
| ---------------- | ------- | ------- | ------------------------------------------------------ | ------ | -------------------------- | ----------------------------------------------------------------------------------- |
| Clare Christine  | 2009    | 9370290 | Damen Shipyards Group, Typ: Damen Combi Freighter 3850 | 3.800  | 88,60 m / 12,50 m / 5,42 m | Interscan Hamburg, umgeflaggt auf Portugal unter dem Namen Indi                     |
| Johanna Desiree  | 2010    | 9517238 | Damen Shipyards Group, Typ: Damen Combi Freighter 3850 | 3.800  | 88,60 m / 12,50 m / 5,42 m | Interscan Hamburg, umgeflaggt auf Portugal unter dem Namen Rosi                     |
| Blue Bay         | 2006    | 9370276 | Damen Shipyards Group, Typ: Damen Combi Freighter 3850 | 3.800  | 88,60 m / 12,50 m / 5,42 m | Reederei Lohmann, Haren, unter der Flagge Antigua und Barbuda unter dem Namen Hanna |
| Blue Dragon      | 2007    | 9370288 | Damen Shipyards Group, Typ: Damen Combi Freighter 3850 | 3.800  | 88,60 m / 12,50 m / 5,42 m | Reederei Lohmann, Haren,                                                            |
| Monika Müller    | 1998    | 9195212 | Slovenské Lodenice, Komárno                            | 3.723  | 88,00 m / 13,00 m / 6,10 m | Rix Shipmanagement, Riga, umgeflaggt nach Malta unter dem Namen Rix Partner         |
| Eva Maria Müller | 1998    | 9194830 | Slovenské Lodenice, Komárno                            | 3.723  | 88,00 m / 13,00 m / 6,00 m | Rix Shipmanagement, Riga, umgeflaggt nach Malta unter dem Namen Rix Eleonora        |
| Blue Note        | 2010    | 9491915 | Israel Shipyards, Haifa                                | 5200   | 89,97 m / 15,40 m / 6,15 m | Neu gegründete Gesellschaft in Antigua und Barbuda                                  |
| Blue Tune        | 2010    | 9491927 | Israel Shipyards, Haifa                                | 5200   | 89,97 m / 15,40 m / 6,15 m | Neu gegründete Gesellschaft in Antigua und Barbuda                                  |
| Triple S         | 2013    | 9662382 | Israel Shipyards, Haifa                                | 5200   | 89,97 m / 15,40 m / 6,15 m | kein Eignerwechsel                                                                  |
| Blue Carmel      | 2009    | 9491903 | Israel Shipyards, Haifa                                | 5200   | 89,97 m / 15,40 m / 6,15 m | Reederei Erwin Strahlmann                                                           |